# Doggone Your Bad-Luck Soul
Doggone Your Bad-Luck Soul är ett minialbum av det svenska rockbandet The Hellacopters från 1998. Det består utöver titelspåret av covers. Alla låtarna finns även på splitskivan Respect the Rock America.

## Låtlista
1. "American Ruse" (MC5)
2. "Working for MCA" (Lynyrd Skynyrd)
3. "A Man and a Half" (Wilson Pickett)
4. "Her Strut" (Bob Seger)
5. "Doggone Your Bad-Luck Soul"